# La bomba (historieta)
La bomba es una de las historietas de Superlópez creada por Jan en 1990.

## Trayectoria editorial

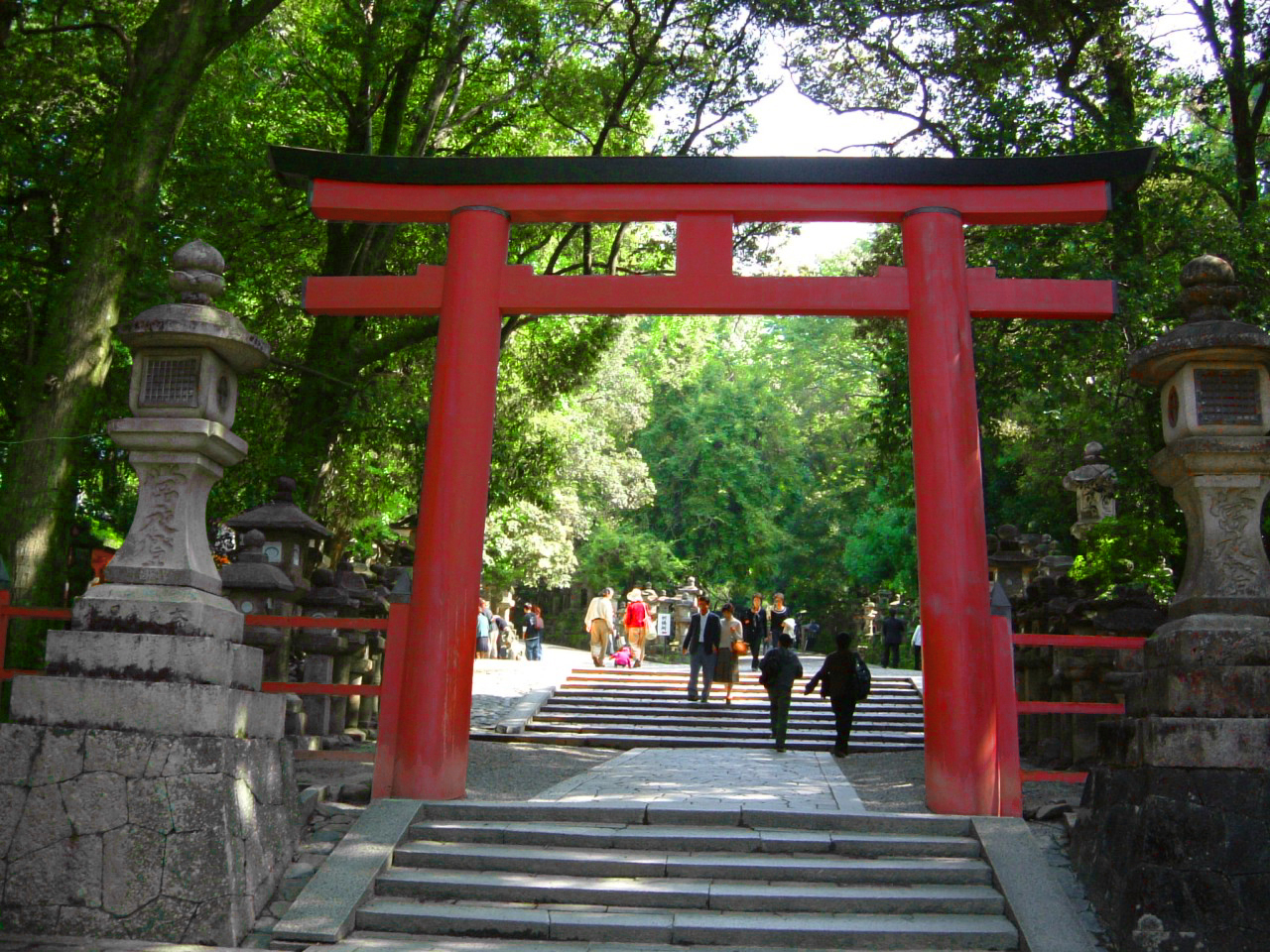
Foto de un torii en Nara (Japón), como el que sirve de lugar de encuentro de Superlópez con los mafiosos.

Publicada originalmente en los números 9-11 de la revista Yo y Yo y más tarde en el número 18 de la Colección Olé junto a La banda del dragón despeinado (Yakuza), historieta  de la que es su continuación directa.

## Argumento
Superlópez, Jaime y Luisa continúan en Japón tras los sucesos La banda del dragón despeinado (Yakuza), cuando Superlópez recibe una nota en la que le comunican que Luisa ha sido secuestrada por los yakuza y solo la liberaran si éste le entrega la bomba de hidrógeno que se halla en el fondo del mar. Superlópez intenta encontrar la bomba pero no lo consigue ya que el mar está lleno de "chatarra" como aviones de caza, pero se le ocurre una idea. Superlópez acude al lugar de la cita con lo que parece ser la bomba y la arroja a los yakuza. Estos se marchan asustados, pero al ver que no ha explotado regresan a por ella y se la llevan a su almacén. El artefacto es una falsa bomba donde se esconde Superlópez, quien detiene a los yakuza y libera a Luisa.